# أغريس
بلدية أغريس (بالإسبانية: Agres) هي بلدية تقع في مقاطعة أليكانتي التابعة لمنطقة بلنسية شرق إسبانيا.

## الديموغرافيا
بلغ عدد سكان بلدية أغريس 610 نسمة عام 2011 (وفقاً للمعهد الوطني الإسباني للإحصاء).
| 656 | 649 | 623 | 653 | 623 | 619 | 610 |